# Giuseppe Musso
Giuseppe Domenico Musso (auch Giuseppe Musso jr.; * 1903 in Turin; † unbekannt) war ein italienischer Filmproduzent.
Musso war zwischen 1934 und 1949 für die Produktionsgesellschaft Industrie Cinematografiche Italiane für die Herstellung von rund dreißig Filmen verantwortlich. 1943 inszenierte er zusammen mit Umberto Scarpelli die erbauliche Geschichte des Gran Premio.

## Filmografie (Auswahl)
- 1943: Gran Premio (auch Ko-Regie)
- 1949: Mit Schwert und Maske (Lo spraviero del Nilo)